# Wiesen, Lesna dolina
Wiesen je naselje občine Lesna dolina v okraju Šmohor na Koroškem v Avstriji.